# شریفا جیمسون
شریفا جیمسون (انگلیسی: Sherifa Jameson؛ زادهٔ ۲۳ دسامبر ۱۹۹۶) بدمینتون‌باز زن اهل سورینام است که در مجموع در رقابت/سری بین‌المللی BWF برندهٔ ۱ مدال نقره شده‌است.

## رقابت/سری بین‌المللیBWF
دونفره زنان
| سال  | مسابقه            | شریک             | حریف                      | امتیاز      | نتیجه       |
| ---- | ----------------- | ---------------- | ------------------------- | ----------- | ----------- |
| ۲۰۱۶ | بین‌المللی سورینام | آنجالی پاراگسینگ | سولانجل گوزمان جادا رنالز | ۱۱-۲۱, ۹-۲۱ | نایب قهرمان |

  تورنمنت BWF International Challenge
  تورنمنت BWF International Series
  تورننمت BWF Future Series